# 勒蒂
勒蒂（法語：Le Thuit，法語發音：[lə tɥi]）是法国厄尔省的一个市镇，属于莱桑德利区。

## 地理
勒蒂（49°15'29"N, 1°21'32"E）面积3.02 平方千米，位于法国诺曼底大区厄尔省，该省份为法国北部内陆省份，北起滨海塞纳省，西接奧恩省和卡爾瓦多斯省，南至厄尔-卢瓦省，东临瓦兹省、瓦兹河谷省和伊夫林省。
与勒蒂接壤的市镇（或旧市镇、城区）包括：三湖镇。

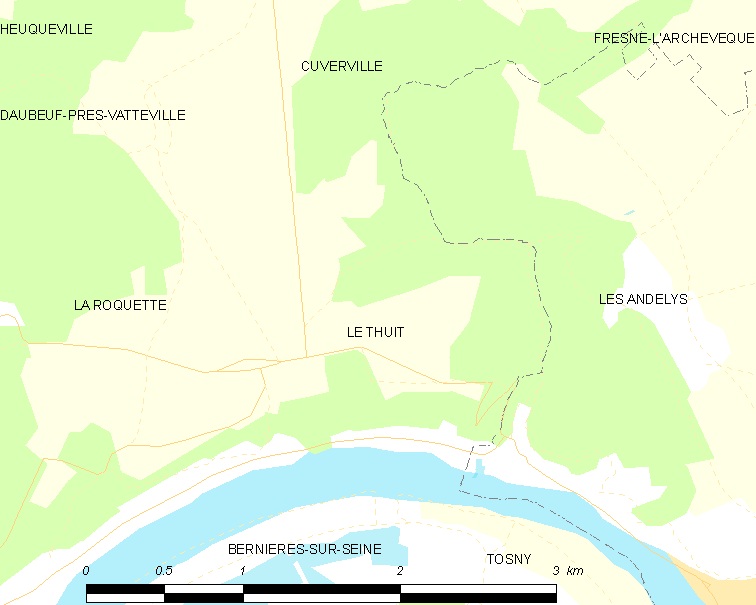
勒蒂的OSM定位图

勒蒂的时区为UTC+01:00、UTC+02:00（夏令时）。

## 行政
勒蒂的邮政编码为27700，INSEE市镇编码为27635。

## 政治
勒蒂所属的省级选区为莱桑德利县。

## 人口

1962-2008年间勒蒂人口变化图示

勒蒂于2022年1月1日时的人口数量为143人。